# Vir (2012.)
Vir (srp. Вир) je srpski film iz 2012. godine. Režirao ga je Bojan Vuk Kosovčević, koji je napisao i scenarij.

## Radnja
Ovo je film o prvoj polovici 1990-ih godina kroz oči mladih ljudi, o njihovim naporima da pronađu sebe, dok ih okolnosti vuku na dno.
Film čine tri priče, svaka prati različitog junaka tijekom 48 sati kada u njihovim životima dolazi do velikog preokreta.